# Let the Power Fall
Albums de Robert Fripp
The League of Gentlemen
(1981) I Advance Masked
(1982)
Let the Power Fall est le troisième album solo de Robert Fripp sorti en 1981. Il est en quelque sorte la continuité de son précédent album God Save the Queen / Under Heavy Manners et avec lequel il poursuit ses expérimentations avec les Frippertronics. 

## Titres
Toutes les compositions sont de Robert Fripp.

### Face 1
1. 1984 – 12:10
2. 1985 – 11:03

### Face 2
1. 1986 – 5:12
2. 1987 – 5:07
3. 1988 – 6:24
4. 1989 – 11:14

## Musiciens
- Robert Fripp : guitare, Frippertronics